# Hương hao
Artemisia carvifolia, tên gọi thông thường hương hao, thanh ngò, hay thanh hao, là một loài thực vật có hoa trong họ Cúc. Loài này được Buch.-Ham. ex Roxb. mô tả khoa học đầu tiên năm 1832.